# Однополые браки и союзы в Израиле

Израиль на карте мира.

Однополые союзы в Израиле признаны на правах незарегистрированных сожительств с 1994 года. Ранее в Израиле уже действовал закон о незарегистрированных сожительствах, однако он не распространялся на однополые пары. После ряда судебных исков в 1994—1996 годы однополые незарегистрированные сожительства получили ряд прав, которыми наделены разнополые супруги, состоящие в браке, например право на наследство, льготная ссуда на приобретение жилья, социальное жилье.

## Предоставление некоторых прав однополым парам
В Израиле нет понятия гражданского брака, но узаконены религиозные браки, например, брак заключенный при содействии раввина. Таким образом, пары (однополые пары, а также, например, коэн и разведённые женщины, или даже разнополые пары, в которых один из партнёров — не еврей) не могут официально узаконить свои отношения. Однако, Израиль признает гражданские браки, заключённые за границей. Таким образом, жители Израиля, для которых невозможен или неприемлем религиозный брак, регистрируют его за границей или довольствуются фактическим браком.
Решением от 21 ноября 2006 года Верховный суд Израиля постановил, что лица, заключившие однополые браки за рубежом, имеют право на внесение этих данных в реестр Управления регистрации населения и иммиграции МВД в «статистических целях». При этом в решении суда подчеркивается ограниченный характер данного постановления:
«Суд настоящим выносит решение о том, что в рамках правового статуса Управления регистрации населения как статистического и регистрационного органа, и с учетом обязанностей, возлагаемых на чиновника регистрации населения в качестве сборщика статистической информации для ведения реестра населения, чиновник регистрации населения должен внести в реестр населения предъявленные ему истцами данные об их вступлении в брак. При этом суд не выносит прецедентное решение о признании однополых браков в Израиле; не выносит решение о присвоении такому браку какого-либо нового статуса; не занимает какую-либо позицию по вопросу о признании в Израиле однополых браков, заключенных вне пределов Израиля (будь то между жителями Израиля или между не-жителями Израиля.»

(Из решения Верховного суда Израиля по делу 3045/05, Йоси Бен-Ари против Руководителя Управления регистрации населения и иммиграции МВД)
При этом Верховный суд признал за однополыми парами, состоящими в однополых браках, ряд прав, в том числе на совместное усыновление детей.
В 2020 году мэр Тель-Авива Рон Хульдаи сообщил, что муниципалитет Тель-Авива признает все гражданские партнерства (в том числе однополые) и предоставит им те же льготы, что и разнополым парам, признанным правительством Израиля.

## Отношение израильского общества к однополым бракам
Согласно опросу, проведённому Институтом Смита, 62 % жителей Израиля поддерживают гражданские браки и 52 % — однополые браки.